# 톈진역
톈진역(중국어: 天津站)은 중화인민공화국 톈진시 허베이구에 위치한 중국 국철, 베이징-톈진 고속철도의 역이다. 1888년에 문을 열어, 지금은 톈진시의 중심역이 되어 있다. 2012년부터 톈진 지하철 2호선, 3호선, 9호선이 톈진 역과 연결되었다.

## 역 특징

### 역 구조
현재 톈진 역에는 징진 고속철로 북역사, 고가 대합실, 지하 출입구, 기둥 없는 캐노피 승강장 및 고가 승강장, 동서간 여객 지하도, 동서간 수화물 통로, 기존 남역사가 포함된다. 총 건축 면적은 185,000 m², 그 중 새로지어진 북역사는 71,000 m², 기존의 재건된 남역사는 33,000 m²이며, 캐노피는 81,000 m²이다. 고가 대합실은 22,000 m²로, 동시에 6,000명의 인원을 수용할 수 있다.
고속철로 북역사 1층은 역 중앙홀이고, 2층은 54 m 높이의 대합실과 직접 연결되어있다. 지하 출구는 12,400 평방미터의 건물 면적과 함께 지하층에 위치하고 있다. 동·서 여객 출구는 18 m 너비의 지하 출구 홀의 동쪽과 서쪽에 각각 있다. 기둥 없는 캐노피는 승강장 전체에 걸쳐있며, 남북으로 총 5개, 총 건축 면적은 80,850 m²이다.
| 2층      | 고가 대합실             | 대합실, 사무실 구역 |
| 1층      | 중앙 진입 대합실 승강장 | 남북 진입 대합실 |
| 지하 1층 | 지하 진입홀 교통층      | 동서 여객용 지하 출구(승객은 동일한 열차로 환승하지 않아도 됨) 공공 구역, 서비스 구역, 장비 구역, 택시 승차장 구역, 주차장 등 |
| 지하 2층 | 대합실                  | 지하철 2, 3, 9호선 |
| 지하 3층 | 승강장 장비층           | 지하철 2, 9호선 지하철 3호선                                                                                                  |
| 지하 4층 | 승강장                  | 지하철 3호선 |

#### 예술
톈진역 궁정벽화 "정위전해(精卫填海)"는 현재 중국내 최대의 궁정벽화로, 1980년대 톈진역을 개조할 때 톈진시의 유명 유화가인 친정(秦征) 등이 제작했다. 톈진역 본관은 중앙원청의 지름 40m, 높이 21m, 중부에 돌기둥 10개가 둘러쌓인 거대한 공간으로 궁정벽화는 이 꼭대기에 있다. 돔벽화 "정위전해"는 2007년부터 2008년까지 진행된 증축공사에서 원형을 보존하고 리모델링하는 데 필요한 보호와 보수를 했다. 천진역이 영구 무연(无烟)역으로 결정된 것도 이런 요인을 고려했기 때문이다. 스페인 엘보스코 소년합창단의 1995년 앨범 '천사'는 톈진역의 돔벽화를 표지로 하고 있다.

#### 매표 창구 배치
역에는 62명의 인부매표 창구와 징진 성제열차에 적용 가능한 23대의 자동매표기, 65대의 자동 개집표기가 설치되어 있다.
| 남역사 매표소 | 북역사 매표소 | 베이징-톈진 간 자동발매기                                                            |
| --- | --- | ------------------------------------------------------------------------------------ |
| - 1번 창구 : 비게이트 매표 - 2번 창구 : 감독 임무 - 3번 창구 : 환불창구 - 4—21번 창구, 24—30번 창구 : 보통 개찰구 - 22번 창구 : 문의 - 23번 창구 : 환승 사증 | - 1번 창구 : 베이징-톈진 간 사증 - 2—6번 창구 : 보통 개찰구 - 7,14번 창구 : 비게이트 매표 - 8—13번 창구 : 베이징-톈진 간 매표 | - 남역사 매표소 : 7개 - 남역사 대합실 출구 : 4개 - 북역사 1층의 동서쪽 출구 : 각 5개 |

### 승강장 구조
톈진 역의 총 규모는 10면 18선으로, 북쪽-남쪽으로 징진 고속철도(진빈 성제철로) 영역(4면 7선), 진친 고속철도 영역 (3면 6선), 보통 열차 영역 (3면 5선)으로 나뉜다.
| 승강장 번호 | 노선                        | 방향                                                              |
| ----------- | --------------------------- | ----------------------------------------------------------------- |
| 1~5         | 진산 철로(津山铁路)         | 산하이관・선양베이・톈진베이・톈진시・베이징・더저우・수저우 방면 |
| 6~11        | 진친 고속철도(津秦客运专线) | 톈진시・준량청베이・친화다오・선양베이 방면                       |
| 12~18       | 징진 고속철도(京津城际铁路) | 우칭・베이징난・준량청베이・탕구・위자바오 방면                   |

| ↑ 톈진베이(북) ↑ 톈진시(서) ↑ 우칭(북)                                |
| \| 2 3 \| 4 5 \| 6 7 \| 8 9 \| 10 11 \| 12 13 \| 14 15 \| 16 17 \| 18 |
| ↓ 장구이좡 (동남) ↓ 준량청베이 (동) ↓ 준량청베이 (동남)               |

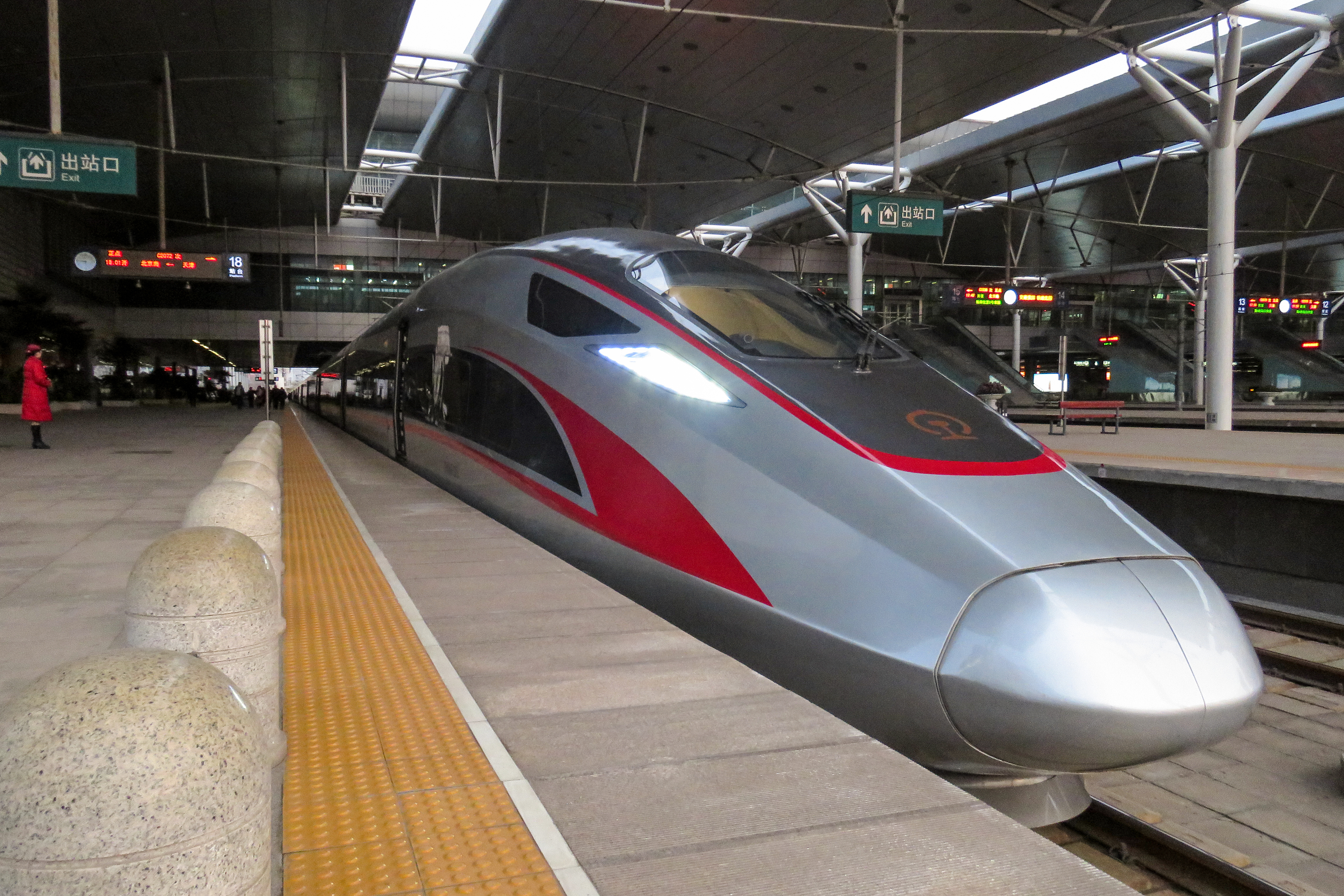
CR400AF가 제공하는 C2072 열차
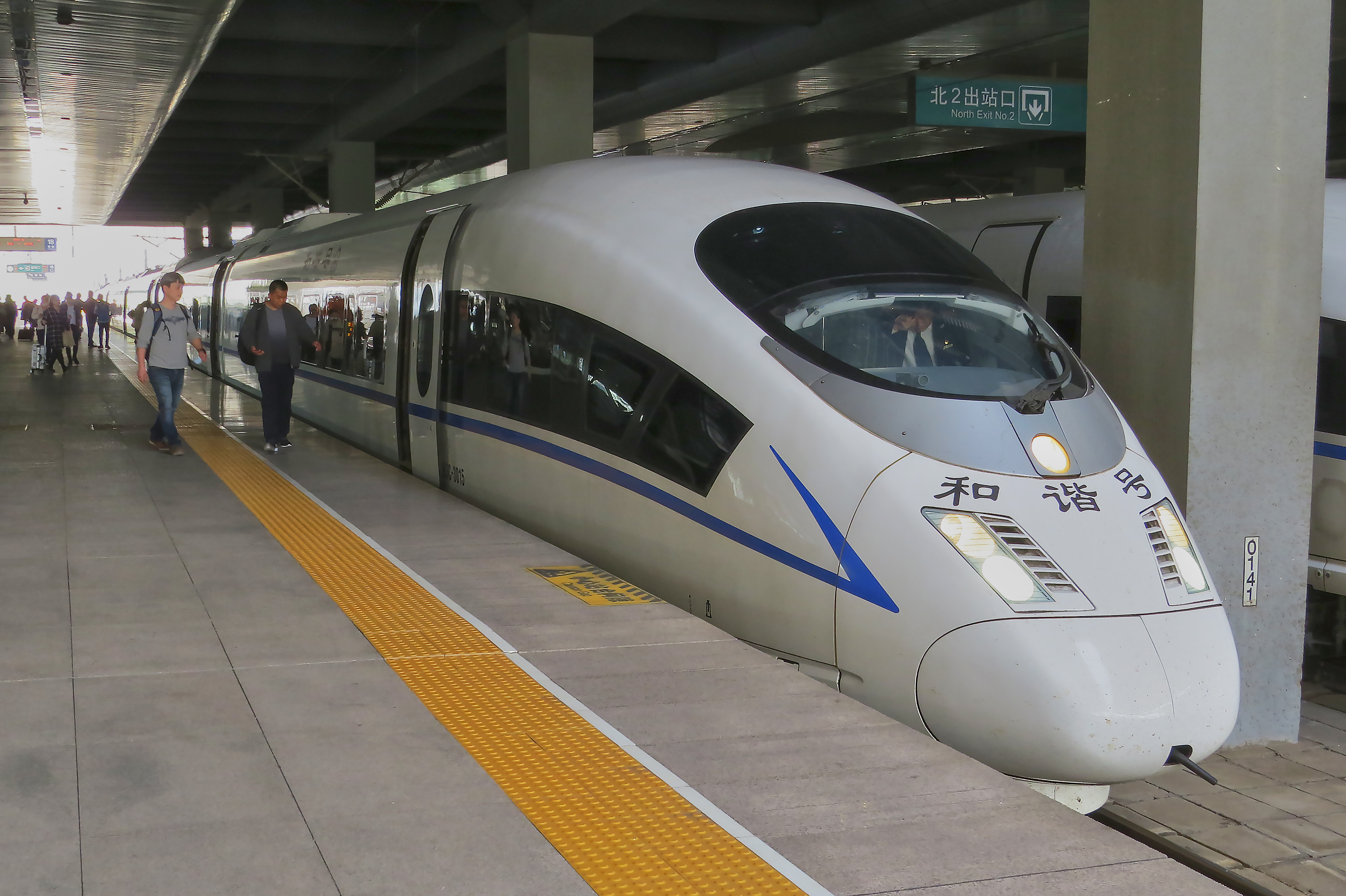
톈진 역에 정차중인 징진 고속철도 열차
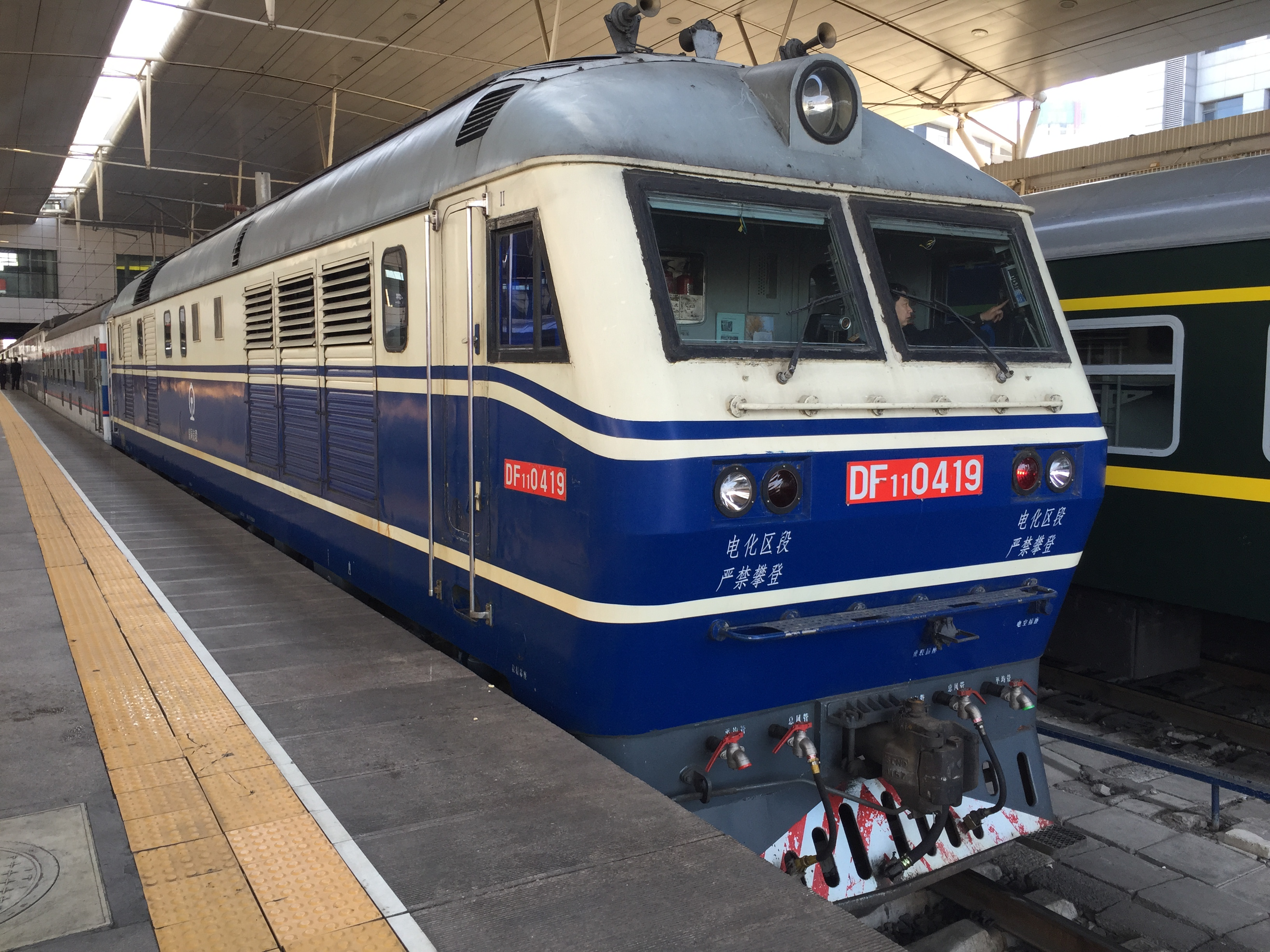
천진 역에서 둥펑 11형 디젤 기관차 견인 T56 열차

## 역주변

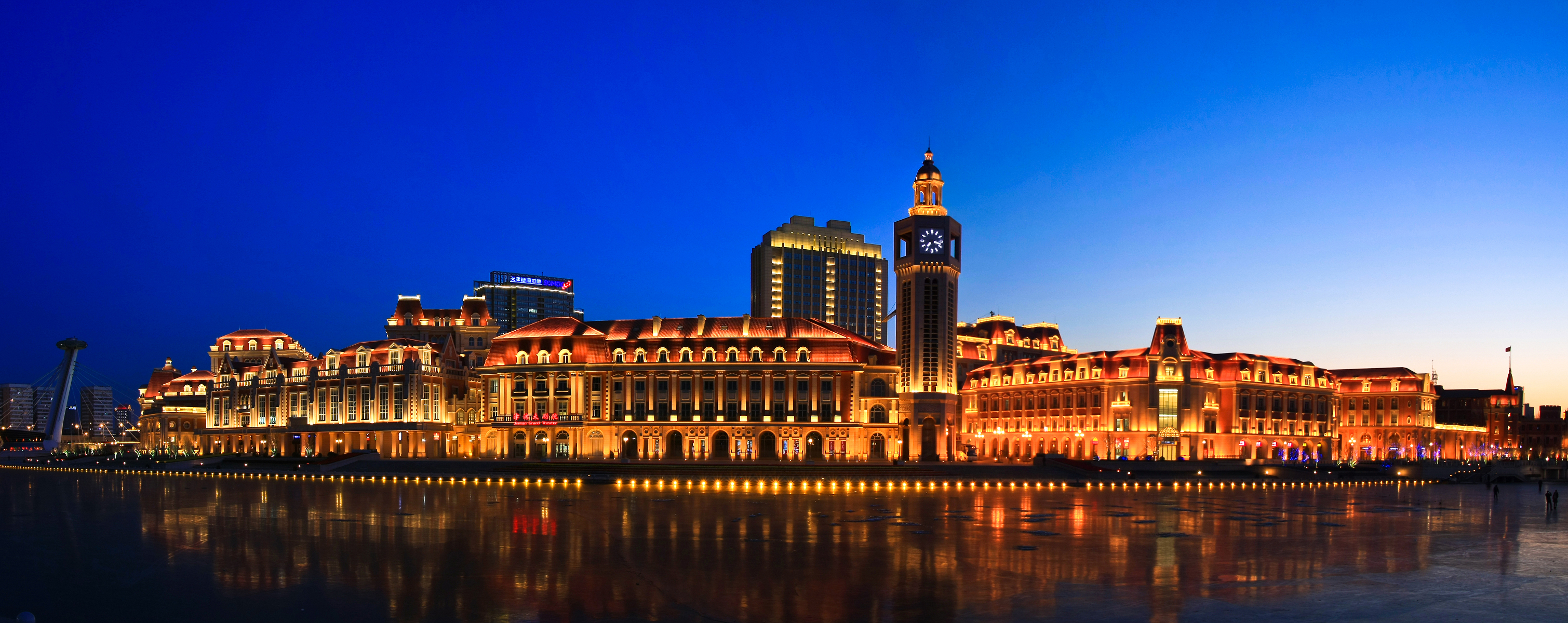
톈진 역앞의 진완 광장

### 하이허 광장
하이허 광장(海河广场)은 톈진역의 하이허(海河) 앞을 마주하고 있는 광장으로, 인파가 몰리는 경관광장으로 사용하기 위해 4만여m²의 부지를 차지하고 있으며, 광장 중심면에는 거대한 동판인 톈진 지도가 새겨져 있고, 지도 주변은 환형 분수로 되어 있다. 하이허 광장에는 12m 높이의 각주형 경관등 12개가 있고, 기반의 사방에는 커다란 구리 상패가 있어, 톈진의 역사를 나타낸 상징적인 그림이 새겨져 있고, 등 몸체에는 "작은 기차" 형태의 많은 주철물들이 모여있고, 등 안의 LED 조명을 통해 다양한 색상을 낸다. 하이허 강변에는 백 미터 남짓한 친수평대(亲水平台)가 있다. 하이허 맞은편은 유럽풍의 진완 광장(津湾广场)으로, 제팡 북로에 위치한 역사적 풍모를 지닌 곡이다. 이 밖에 톈진역 주변의 경관은 제팡교, 다구교, 진탑, 진문 등이 포함돼 있다. 하이허 광장은 하이허의 제방에 자전거도로와 친수평대, 유람선 선착장이 설치되어 있다. 하이허 광장 지하1층 하이 허 강변에는 지하 보도와 주차장이 설치되어 있다. 지하 통로 양편에는 지하 통과 버스 정류장이 있다. 주차장에는 자동차용 주차 공간 450대와 비동력 차량용 2,000대가 있다.

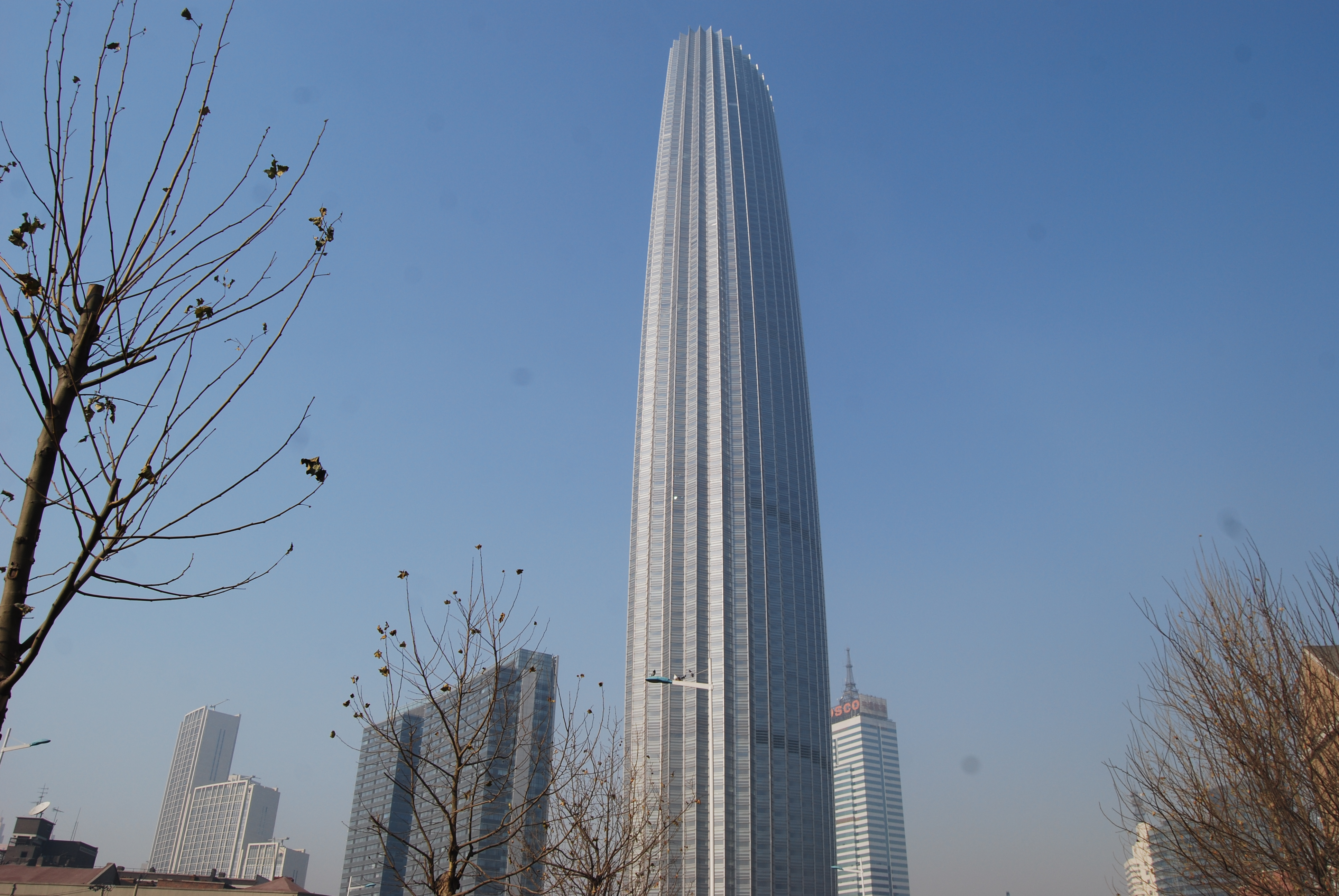
톈진 세계금융센터
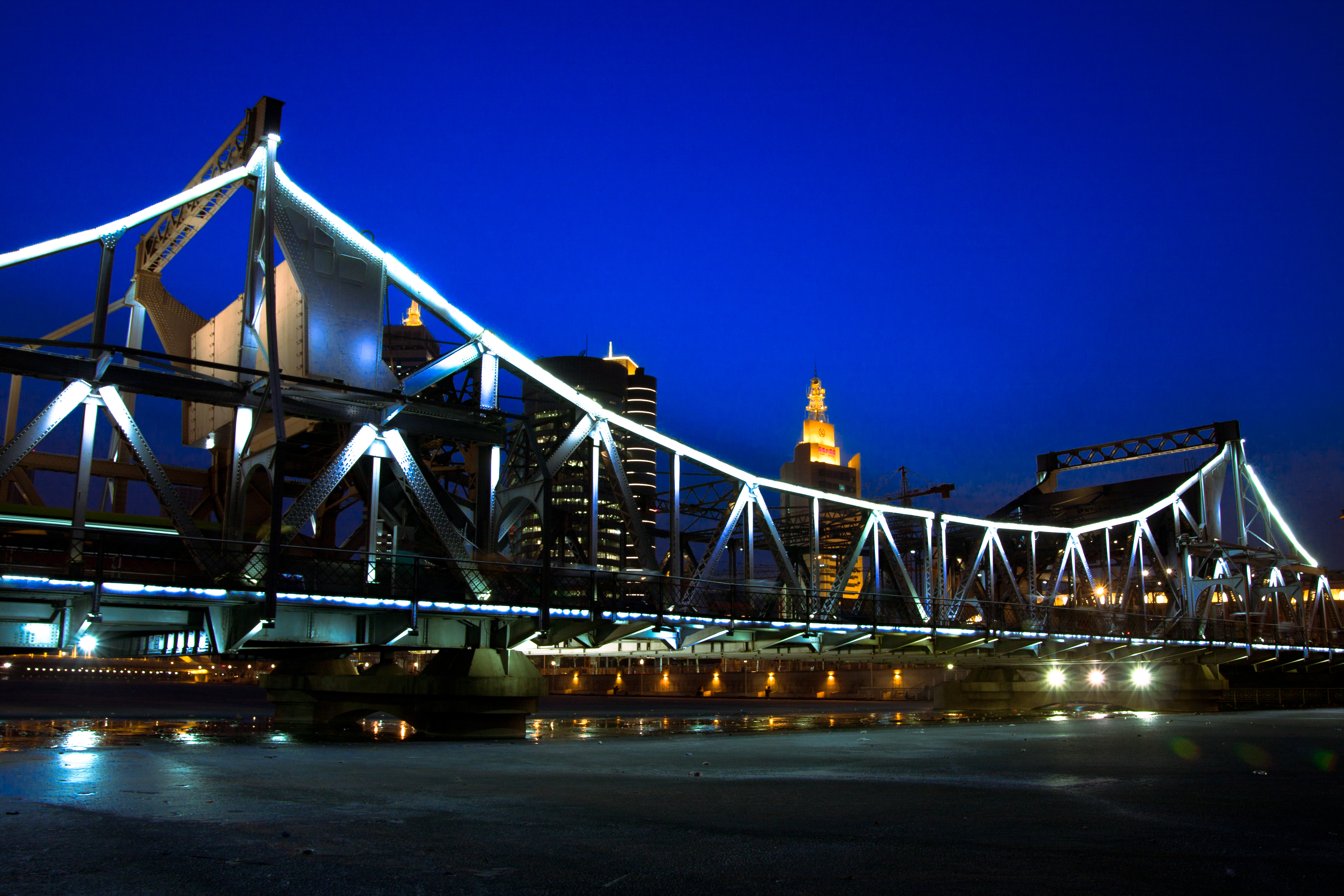
제팡교(解放桥)
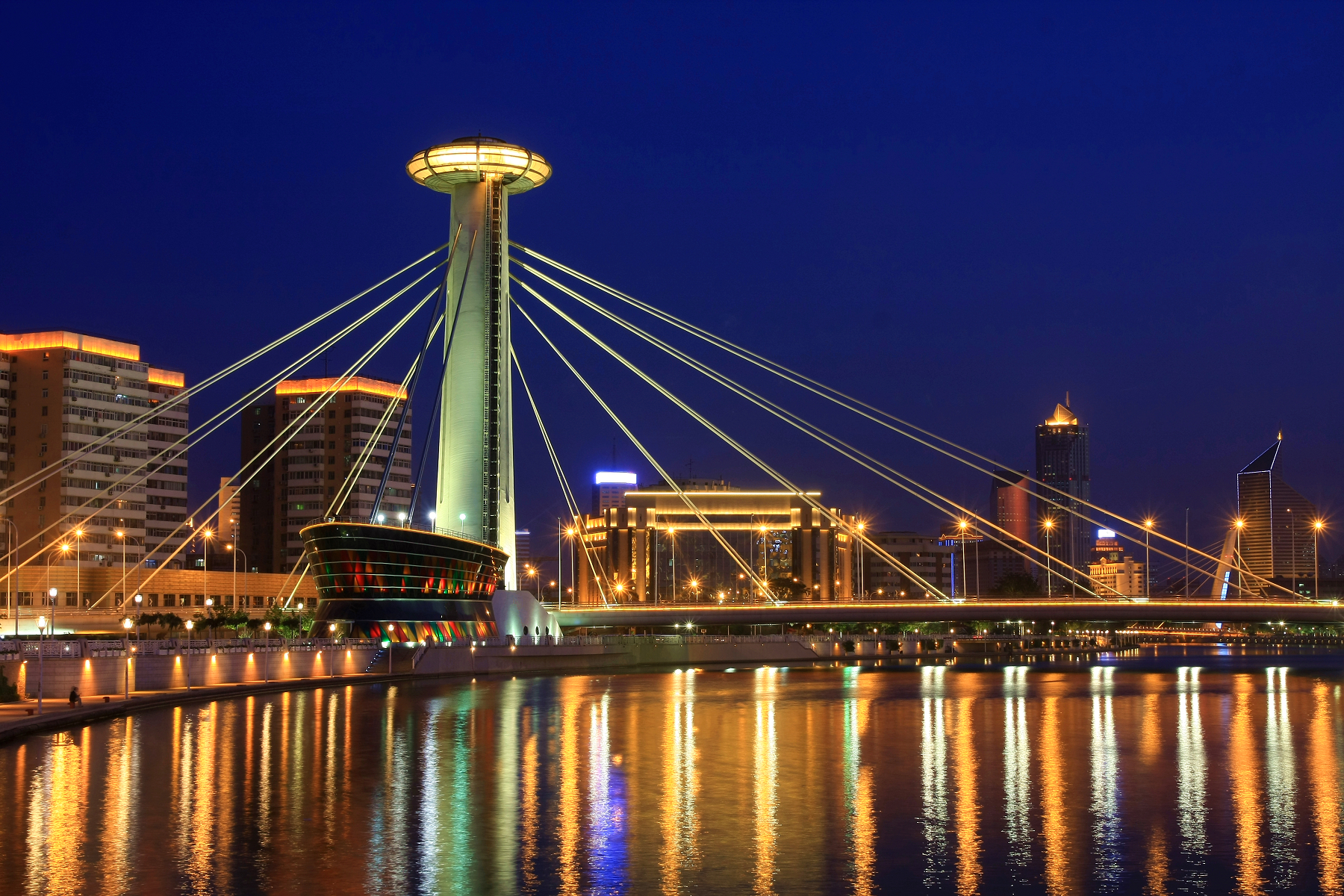
츠펑교(赤峰桥)
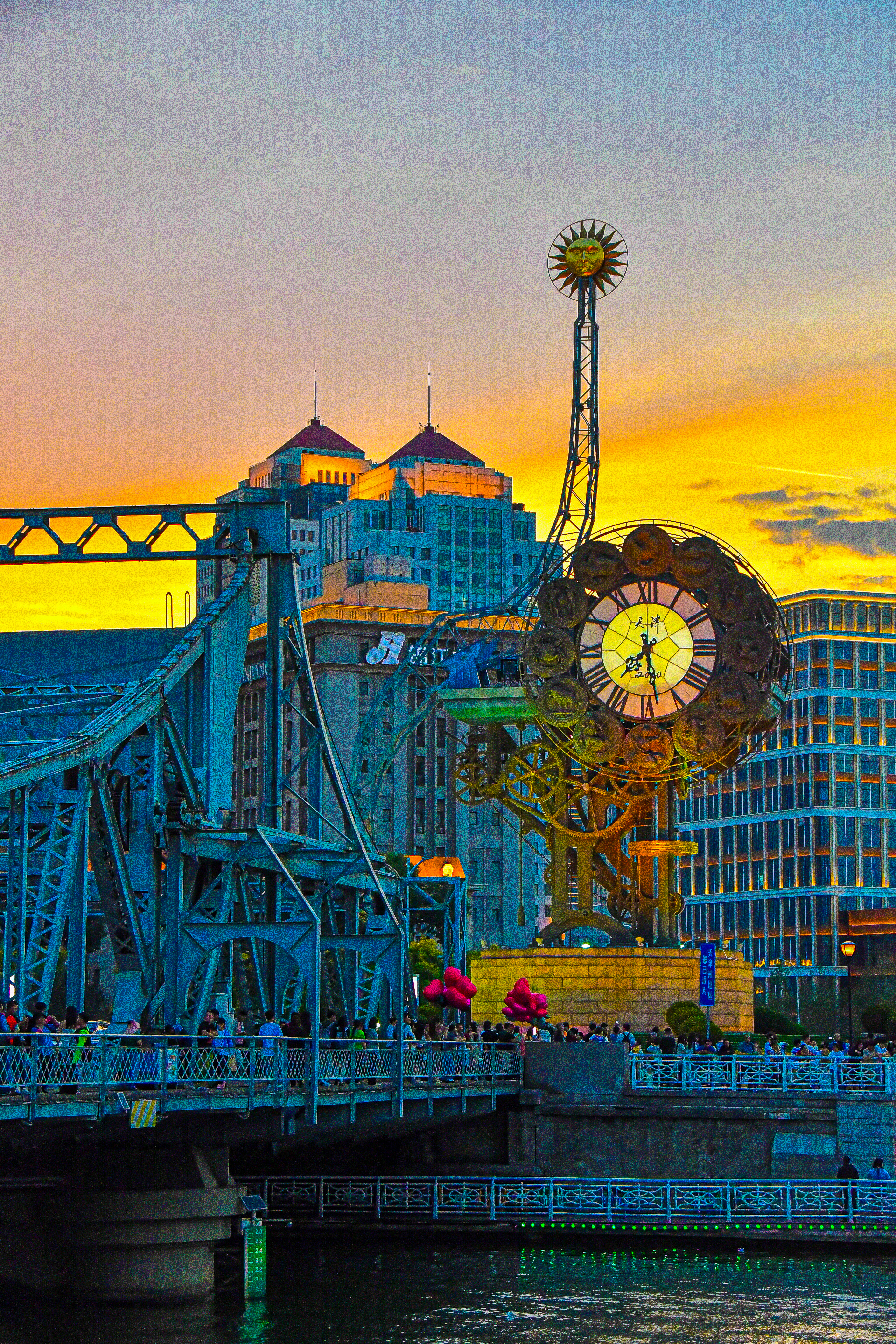
天津世纪钟

## 교통 환승

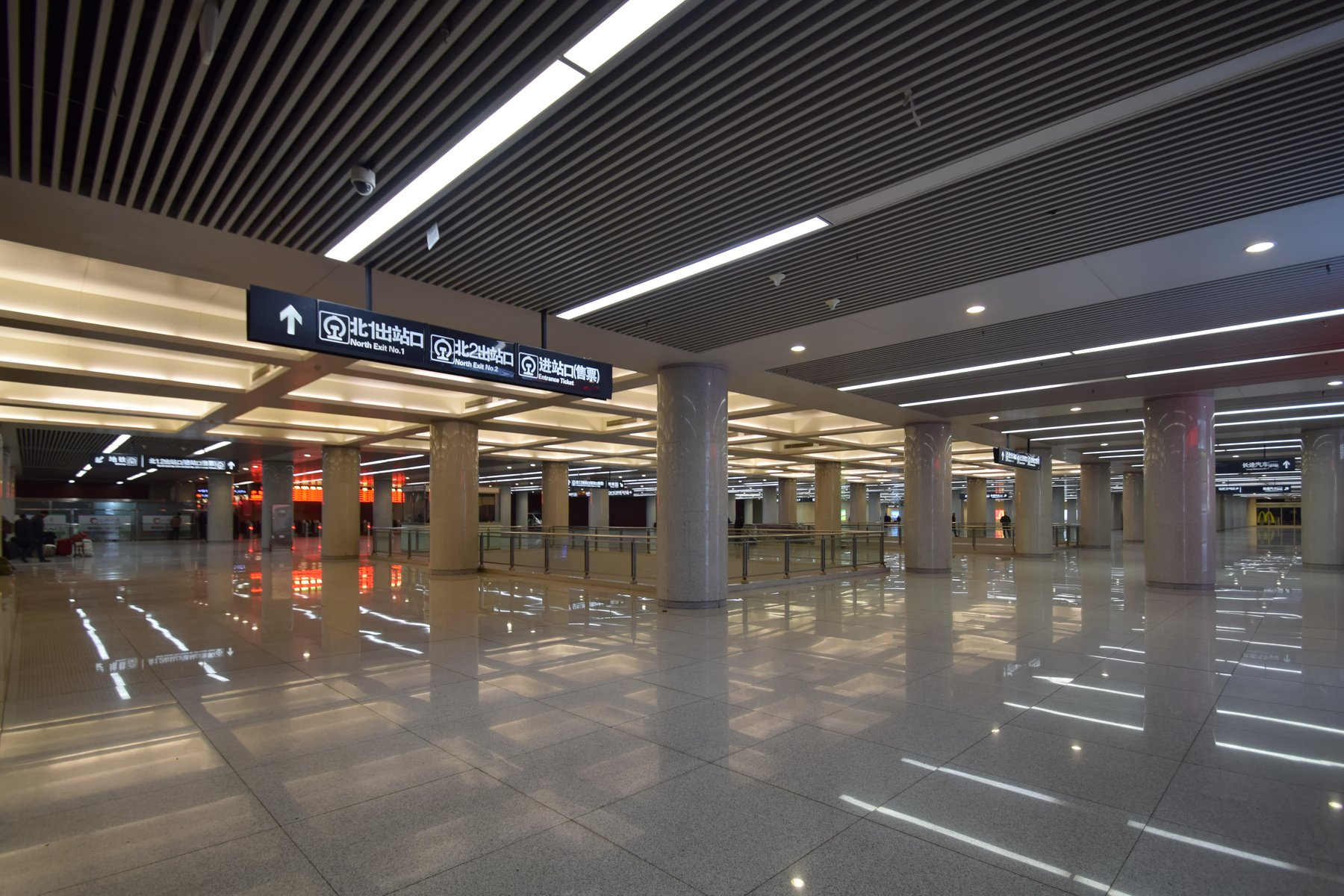
톈진역 환승센터

톈진역 교통 환승센터는 5대 기능지구로 곧 철도터미널(일반, 고속역), 후광장(교통광장), 전광장(경관광장), 역후버스광장, 역전버스광장(부광장)으로 나뉜다. 각 영역의 서로 층간 이동은 상하 연결 통로로 이루어진다.

### 종합환승센터
톈진 지하철 2호선, 3호선, 9호선의 톈진 역은 지하 2, 3, 4층에 위치하여 철도 종합환승센터를 구성하고 있다 지하철 2, 3호선 연결선 북쪽 지하에 택시  승차 구역과 자동차 주차장이, 후광장에는 지하철 환승센터가 설치되어 지하철, 철도여객전용선, 기존 철도, 징진 성제철로, 장거리 버스, 시내 버스 등 다양한 대중교통의 공간이 연계되어 대규모 환승센터를 이루고 있다. 부지 면적은 2만4000m² 가량이다.

### 버스환승센터
역전버스광장(站前公交广场)은 대지 면적 1만7000m²에 건물 면적은 약 4만m²이며, 지면에는 버스노선의 시·종착 터미널 30여 곳과 전후광장 연결통로 및 철도 하차여객 집산지로 구성돼 있다. 지하 1층은 택시정류장 및 터미널, 2층은 일반 차량 주차장으로 320대의 차량을 주차할 수 있다. 역후버스센터(站后公交中心)는 대지 면적 1만9000m²에, 버스 출발지 8개, 시외버스 출발지 19개소가 있다.

## 역사

### 청조 시대

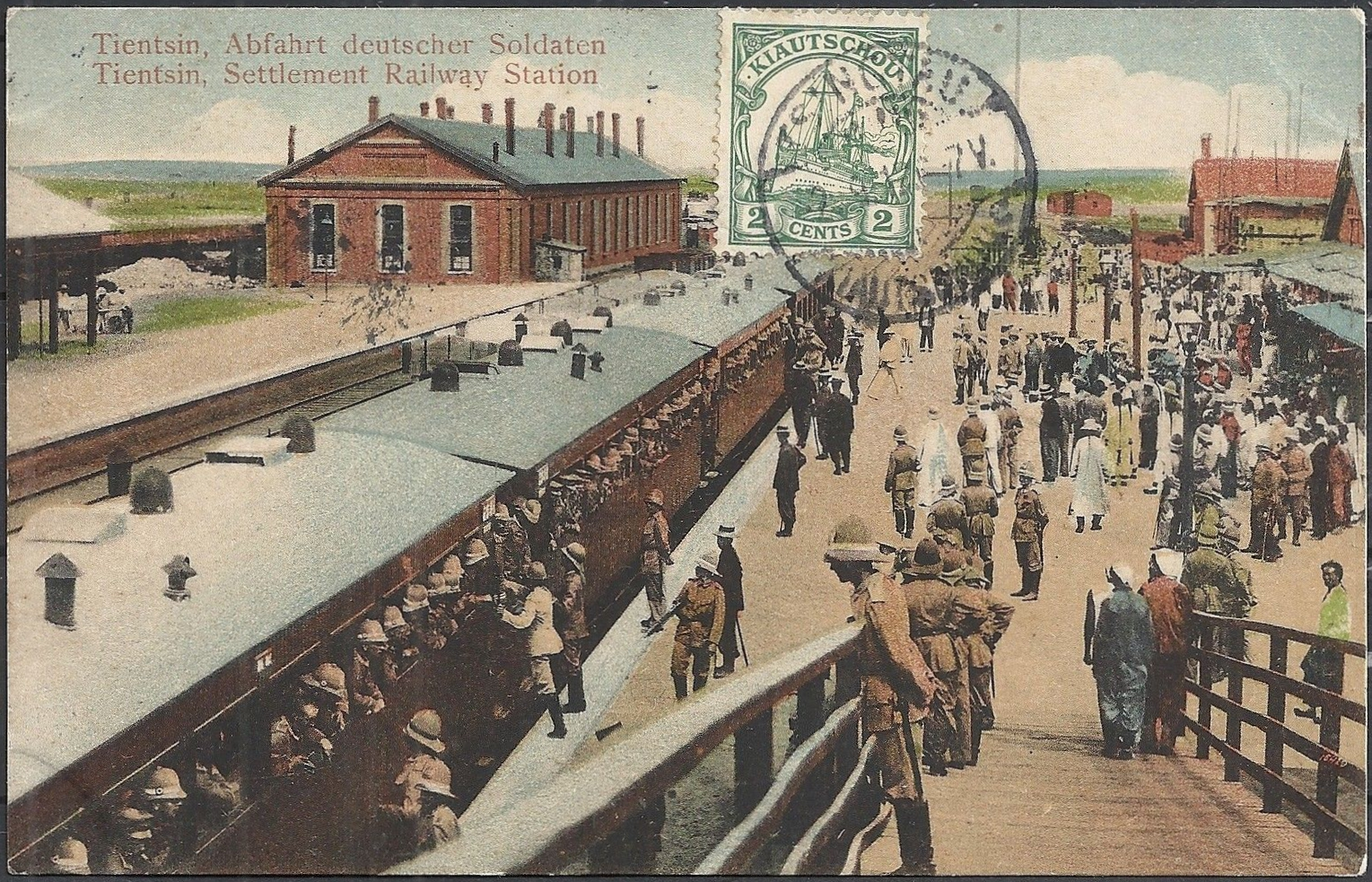
경자사변 당시, 라오룽터우 역의 독일군 열차 (엽서)

탕수 철로(唐胥铁路)는 1888년에 톈진으로 연장하여, “진탕 철로(津唐铁路)”로 이름을 바꾸었고, 톈진 최초의 철도역인 톈진 차역(天津车站)이 지어졌다. 톈진 역은 청조 광서 12년(1886년)에 건설되었느며, 당시 원래 톈진 하이허(海河) 북동쪽 해안에 있는 왕다오좡(旺道庄)에 위치해 있다. 역은 광서 14년 8월 28일(서기 1888년 10월 5일)에 진탕 철로의 개통한 이후에 쓰이기 시작해했다. 톈진 역이 처음 건설되었을 때, 역에는 한쌍의 선로와 하나의 승강장이 있었다. 이후에 역 규모가 커지면서 9개 선로로 늘었다.
청조 광서 17년 4월 (서기 1891년 5월), 왕다오좡 서쪽 약 500m에 큰 역이 건설을 시작했고, 그 다음 해에 지어졌다. 새로운 톈진 역은 토목 구조물이 있는 3층 건물로, 동시에 승강장과 같은 시설이 건설되었으며, 새 역은 승객 전용역이다. 그것은 하이 허의 동쪽 제방의 “라오룽터우(老龙头)”(현재의 다구교(大沽桥)와 제팡교(解放桥)의 하류 지점)에 위치해 있기 때문에,  라오룽터우역(老龙头车站)이라 이름지었고, 원래의 옛역은 톈진 차역의 집하장으로 바뀌었다.
광서 20년(서기 1894년)에 진위 철로가 톈진에서 북서쪽의 베이징까지 연장되었고, 톈진 라오룽터우 역은 징위 철로의 중요한 천진 - 장시 철도는 천진에서 북서쪽으로 북서쪽으로 연장되었고 천진 옛 롱투 역은 경기 철도의 중요한 중추역이 되었다.

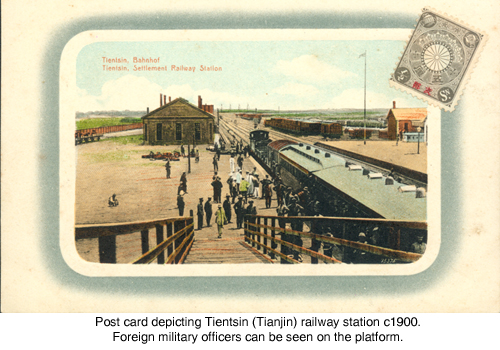
1900년의 텐진 역(엽서)

이후, 구 라오룽터우 역이 경자교난으로 인해 파괴되었다. 1900년 6월, 열강 8국이 톈진을 공격하고, 자죽림(紫竹林)의 영국-프랑스 조계지 내외에서 의화단과 청군 사이의 치열한 전투가 있었으며, 6월 17일부터, 프랑스 조계지의 진이허(仅一河) 건너편 라오룽터우 역에서, 양측은 수십 일간 계속되는 전투를 시작했고, 역 건물도 파괴되었다. 1900년 7월 열강 8국이 톈진을 점령하고 라오룽터우를 포함한 하이 하이허 동쪽의 넓은 지역이 러시아 점령 지역이 되었다. 그해 12월 말, 톈진 러시아 조계가 개설되었고, 역은 조계 내에 배치되었다. 이 움직임은 진위(津榆) 철로 차관국인 영국에 의해 강하게 반대되었으며, 영국과 러시아 군인들은 역에서 끊임없이 충돌했다. 마지막으로 독일이 중재에 나섰기 때문에, 러시아는 라오룽터우 역과 역 앞의 죽림 영법 조계로 통하는 도로를 내주기로 동의하였다. 이렇게 러시아 조계는 동서 두 부분으로 분할되었지만, 라오룽터우 역과 역 앞 도로는 여전히 중국 경계에 속한다.
1902년 라오룽터우 역이 다시 증축되었는데, 역은 하이 허 맞은편 자죽림(紫竹林) 부두와 마주하고 있어서 톈진 자역(天津紫站)으로 이름지었고, 역 광장 중앙에 라오룽터우 기념비 1개(훗날 철거)가 세워졌다. 신카이허 기차역(新开河火车站, 현 톈진 북역))이 광서 29년(1903년)에 완공됨에 따라 1904년 톈진 신역(天津新站)으로 개칭하였고, 톈진 자역도 1904년에 신역에 대응하여 "톈진 노역"(天津老站)으로 개칭하였다.

### 중화민국 시대

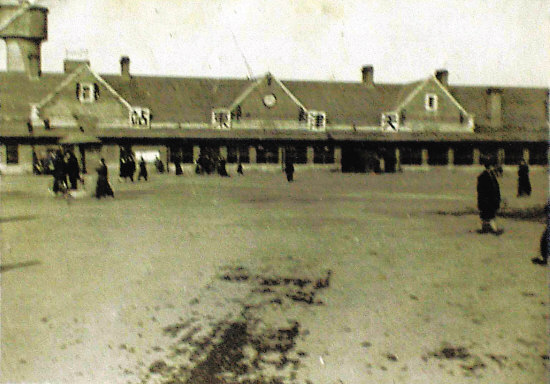
1948년 1월 톈진 동역(현 톈진 역) 본사옥, 대합실 및 역앞 광장

1911년에, 진푸 철로의 톈진 서역이 완공된 후에, “톈진 노역”은 “톈진 동역(天津东站)”으로 개명되었다. 톈진 동역은 징산 징펑 철로(京奉鐵路, 또는 베이닝 철로(北寧鐵路))와 진푸 철로(津浦鐵路)의 교차점이 되었다. 1930년 10월 10일, 톈진 동역은 첫 국제 열차를 성공적으로 열었다. 톈진 동역은 민국 5년~민국 35년(1916-1946) 동안 중화민국 철도부가 승인한 일등역이었다. 민국 36년 (1947)에, 특등역으로 승격되었다.

### 중화인민공화국 시대

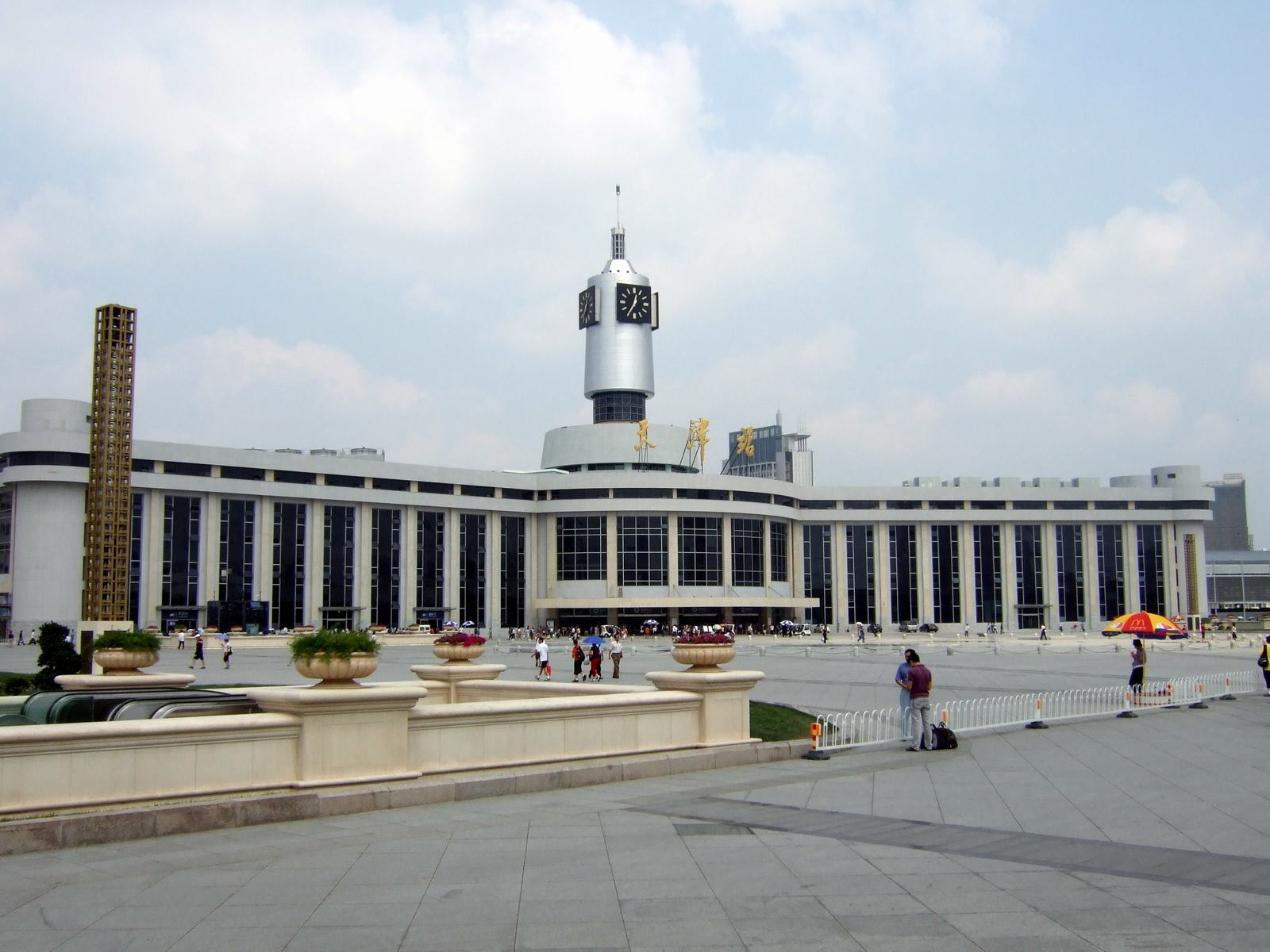
2008년 개초후의 톈진역

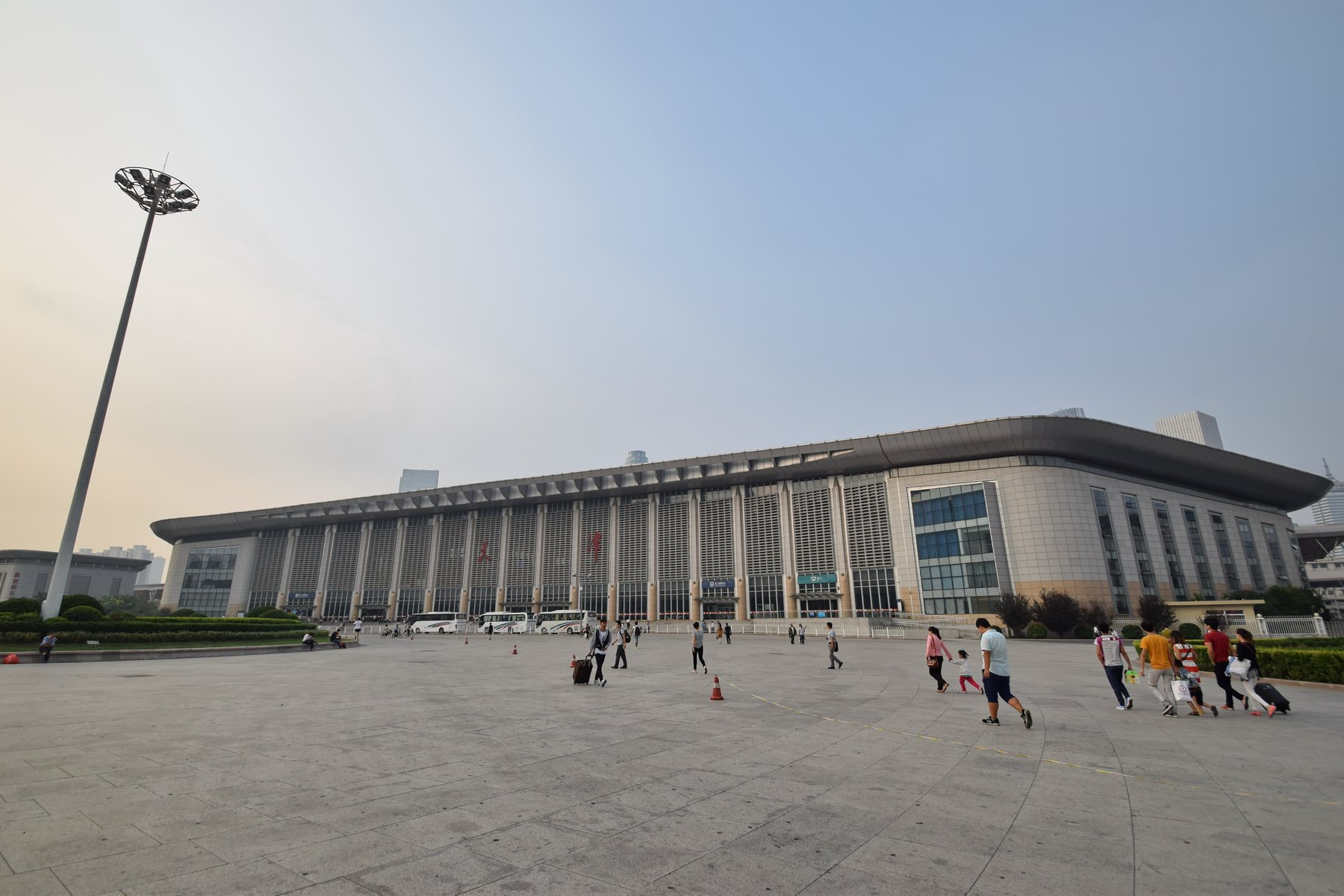
톈진역 후광장

중화인민공화국 건국 이후 1949년에 톈진 동역은 톈진역으로 개칭되었고, 이전에 철도부의 검증하에 특등역으로 승인되었다. 1950년에 톈진 역은 1,000 평방미터 이상의 대합실을 확장했으며, 이후 30년 넘게 대규모 확장을 하지 못했다.
개혁과 개방 이후, 톈진 역의 하루 평균 65,000 명의 승객이 교통량이 급격히 증가했다. 국무원의 승인을 받아 철도부와 톈진시는 “톈진철도 중추 재건사업”을 추진하기로 결정했으며, 이는 “7차 5개년 계획(七五)”주요 사업에 포함되었다. 1987년 4월 15일 이후, 톈진 역은 철저한 개조 공사를 거쳤다. 새로운 역 건물과 건물 꼭대기 66 미터 높이의 원통형 종탑은 하이 허(海河)를 마주보면서 구 룽터우(龙头车) 역 원래 위치에 세워졌다. 덩샤오핑은 직접 새로운 톈진 역의 역명을 썼다. 1988년 9월 25일 완공, 같은 해 10월 1일, 톈진 역 건설 100주년 기념일 전날, 당시 철도부 부장 리선마오(李森茂)가 새로운 톈진 역 건물의 테이프를 끊어 신역사의 공식 개장을 알렸다. 톈진 역의 재건후 승하차 수송 능력이 기존의 매일 46쌍에서 매일 95쌍으로 증가, 대기 용량이 10,000명으로 증가하여, 중국의 가장 진보된 현대 기차역 중 하나였다.
2008년 베이징 올림픽의 공동 개최 도시로서, 개최지간 연결을 위한 징진 고속철도, 톈진 지하 직경선 건설, 향후 진친 고속철도 도입을 위해, 톈진시는 "톈진 역 운송 허브 프로젝트"의 전체적인 건설을 시작했다. 2007년 1월 15일부터 톈진 역은 1988년 이래로 처음으로 폐쇄 공사를 시작했다. 이 프로젝트와 연계하기 위해, 톈진 역은 2007년 1월 15일 0시부터 여객 수송을 중단했고, 동시에 톈진 객차기술정비 역(天津客车技术整备站, 약팅 톈진커지 역(天津客技站))에서 개조된 "톈진 역 임시 여객역"(웨야허 역(月牙河火车站))이 공식적으로 사용되었다. 동시에 톈진 역의 대부분의 버스가 터미널을 웨야허 역으로 옮겼다.
2008년 8월 1일, 베이징 올림픽 개회식 직전, 톈진 역 신역사와 징진 고속철도가 동시에 개장되었다. 8월 2일, 웨야허 역이 공식적으로 폐쇄되었다. 역이 재건
된 후, 모든 승강장은 1.25m의 고상 승강장으로 개조되었고, 천장은 기둥이 없는 캐노피로 변환되었다. 또한 대형 고가 대합실, 남북간 진입로, 남북측 매표소 및 지하 여객 통로를 건설하였다. 대합실은 22,000 평방미터이며 동시에 6,000명을 수용할 수 있다. 이 변환후 톈진 역은 고속철도, 지하철, 장거리 여객 운송, 버스 및 자동차를 통합하여, 철도역 건물을 중심으로 현대적인 대규모 종합 환승센터를 구축하여, 오늘날 중국에서 가장 현대적인 철도역 중 하나가 되었다. 역 설계의 계산에 따르면, 철도를 포함한 종합환승센터의 장기간 일일 승객수는 68만 명에 이를 것으로 추정했다.
2009년에는 톈진 역이 "톈진 10대 상징성 건축물"로 선정되었다. 동년 8월에 톈진 역의 하이 허(海河) 맞은편에 진완 광장(津湾广场)이 완공되어, 톈진 역 앞 광장(하이허 광장, 海河广场)과 조화하여, 톈진 시의 새로운 풍경이 되었다.

## 주변 역
| 중국고속철로           | 중국고속철로  | 중국고속철로               |
| ---------------------- | ------------- | -------------------------- |
| 우칭 베이징 남         | 징진 고속철도 | 준량청 북 빈하이, 친황다오 |
| 톈진 서 진후 철로 소재 | 진친 고속철도 | 준량청 북 빈하이, 친황다오 |
| 중국철로               |               |                            |
| 톈진 북 난창           | 진산 철로     | 장구이좡 산하이관          |

## 같이 보기
- 톈진 서역